# Domingo de Santo Tomás
 (avril 2023).
Si vous disposez d'ouvrages ou d'articles de référence ou si vous connaissez des sites web de qualité traitant du thème abordé ici, merci de compléter l'article en donnant les références utiles à sa vérifiabilité et en les liant à la section « Notes et références ».
Domingo de Santo Tomás (Séville, 1499 – La Plata, 28 février 1570) est un prêtre dominicain espagnol missionnaire, linguiste et évêque.

## Biographie
Entré en 1520 dans l'ordre des prêcheurs, il passe ses vingt premières années comme dominicain en Espagne. En 1540 il répond à l'appel missionnaire. Son ordre l'envoie dans la vice-royauté du Pérou. Arrivé à Lima, il est envoyé au contact des Incas dans les vallées de Trujillo et de Huaylas où, avec ses frères, ils fondent plusieurs missions ou réductions qui deviendront plus tard les localités de Chicama, Yungay et Chincha. On le retrouve prêchant à Chancay, à Auqallama ou à Conchucos. Au contact des indigènes dans les missions il se familiarise avec leurs coutumes et surtout apprend leur langue, en particulier le quechua parlé le long de la côte.
En 1545, il est élu prieur du couvent du Santísimo Rosario de Lima. Il est aussi professeur de théologie et avec le frère Tomás de San Martín, il pose les bases de ce qui est aujourd'hui l'Université de San Marcos de Lima et qui occupe encore l'ancien couvent dominicain de Lima. En 1551, il est nommé inspecteur général de la province dominicaine et l'année suivante vicaire général du diocèse le Lima. En 1553, il est élu provincial de la province dominicaine dite San Juan Bautista del Perú.
Comme Bartolomé de las Casas, avec qui il entretenait une relation étroite, il s'inquiète du sort réservé aux indiens par les colons. Au début de 1556, il se rend en Europe. Il est envoyé espérant attirer plus de missionnaires. Il rencontre le roi Philippe II avec qui il s'entretient du problème des abus commis contre les indiens. Il en profite pour faire imprimer ses recherches sur la langue quechua.

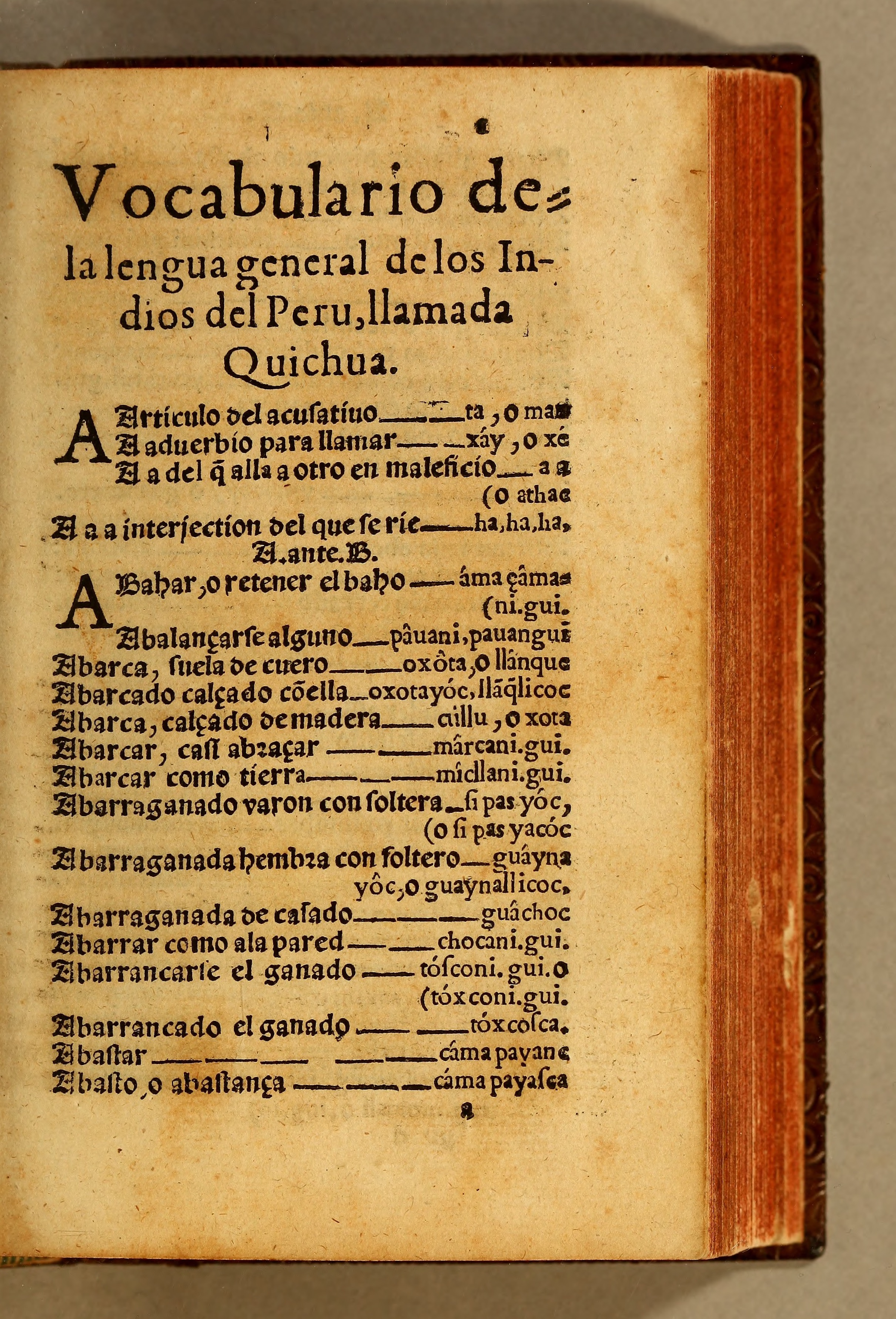

En tant que linguiste, il travaille sur une Grammatica o arte de la lengua general de los Indios de los Reynos del Peru (une grammaire quechua), celle-ci sera publiée en 1570 à Valladolid, en Espagne. La même année, il publie un Lexique intitulé Lexicon, o Vocabulario de la lengua general del Peru.
Le 6 juillet 1562, il est choisi par le pape Pie IV comme évêque de La Plata. Il en est le premier évêque résident. Durant les 10 années comme évêque il se consacre à l'administration de son diocèse, achève la construction de la cathédrale. En 1567, il participa au second concile de Lima qui fut convoqué pour mettre en pratique les conclusions du Concile de Trente. De retour dans son diocèse, il travaille à la réforme de son diocèse non sans difficulté. Il meurt de maladie et est enterré dans sa cathédrale.